# Петренко Максим Віталійович
Максим Віталійович Петренко (позивний «Доцент»; 11 грудня 1983, м. Київ — 1 червня 2022, с. Студенок, Харківська область) — український письменник, науковець, винахідник, педагог, військовослужбовець, старший солдат Національної гвардії України, учасник російсько-української війни. Кандидат технічних наук (2022), доцент. Кавалер ордена «За мужність» III ступеня (2024, посмертно).

## Життєпис
Максим Петренко народився 11 грудня 1983 року в місті Києві.
2008 року закінчив Відкритий міжнародний університет розвитку людини «Україна» (з відзнакою за спеціальністю «Комп'ютерний еколого-економічний моніторинг»), де від 2003 року пройшов шлях від лаборанта до завідувача катедри комп'ютерної інженерії. Проходив навчання в Південній Кореї; розробляв  програмовані конструктори. 2012 року під час марафону пробіг 42 км.
Активний учасник Революції гідності, входив до складу Самооборони Майдану. З початком російсько-української війни добровольцем пішов на фронт, де воював у 2-му резервному батальйоні оперативного призначення резервістів Національної гвардії України. Учасник бойових дій в районі Дебальцевого та Слов'янська. Під час ротацій продовжував викладати. У 2016 році демобілізувався.
2018 року за програмою для ветеранів Максим вступив на навчання в Київську школу економіки.
Від 24 лютого 2022 року знову на фронті. Обороняв Київ та схід України. Служив старшим стрільцем і аеророзвідником батальйону оперативного призначення НГУ імені Сергія Кульчицького. Загинув 1 червня 2022 року в селі Студенок на Харківщині.
Похований на Алеї Героїв Лісового кладовища м. Києва.

## Творчість
Почав писати у 2015 році.
Твори Максима надруковані в літературній збірці «Голос війни: історії ветеранів». 2019 року видав книгу «Спокійної ночі». Активний учасник книжкових Ветеранських наметів і Всеукраїнського форуму військових письменників.

## Нагороди
- орден «За мужність» III ступеня (23 лютого 2024, посмертно) — за особисту мужність і самовідданість, виявлені у захисті державного суверенітету та територіальної цілісності України, сумлінне та бездоганне служіння Українському народові[6];
- фіналіст Міжнародних змагань автономних роботизованих платформ «Roborace»[4];
- нагрудний знак «За доблесну службу»[4].